# Lista de prefeitos de Cachoeirinha (Rio Grande do Sul)
Esta é a lista de prefeitos e vice-prefeitos do município de Cachoeirinha, estado brasileiro do Rio Grande do Sul.
| Nº | Nome                        | Partido | Vice-prefeito                                | Início do mandato     | Fim do mandato         | Observações                                                    |
| 1  | Francisco Valls Filho       | ARENA   | —                                            | 15 de maio de 1966    | 1º de janeiro de 1969  | Prefeito nomeado                                               |
| 2  | Ruy da Silva Teixeira       | MDB     | Alécio Caetano Goulart                       | 1º de janeiro de 1969 | 2 de julho de 1969     | Prefeito eleito, destituído meses depois pelo Governo Estadual |
| 3  | Aury de Oliveira            | ARENA   | —                                            | 2 de julho de 1969    | 31 de janeiro de 1973  | Prefeito nomeado                                               |
| 4  | Alécio Caetano Goulart      | MDB     | Ignacio Aloysio Herbert                      | 31 de janeiro de 1973 | 31 de janeiro de 1977  | Prefeito e vice eleitos                                        |
| 5  | Francisco José Rodrigues    | MDB     | Ivo José Pacheco                             | 31 de janeiro de 1977 | 31 de janeiro de 1983  | Prefeito e vice eleitos                                        |
| 6  | Francisco de Medeiros       | PMDB    | Volnei Gomes                                 | 31 de janeiro de 1983 | 31 de dezembro de 1988 | Prefeito e vice eleitos                                        |
| 7  | Gilso de Almeida Nunes      | PSDB    | Itamar José Berto Lazzari                    | 1º de janeiro de 1989 | 31 de dezembro de 1992 | Prefeito e vice eleitos                                        |
| 8  | Francisco de Medeiros       | PMDB    | Maurício Rogério de Medeiros Tonolher        | 1º de janeiro de 1993 | 24 de julho de 1994    | Prefeito eleito falecido durante o mandato                     |
| 9  | Maurício Medeiros Tonolher  | PMDB    | —                                            | 25 de julho de 1994   | 31 de dezembro de 1996 | Vice-prefeito eleito no cargo de prefeito                      |
| 10 | Valdecir Mucillo            | PDT     | Reni Tolentino da Silva                      | 1º de janeiro de 1997 | 31 de dezembro de 2000 | Prefeito e vice eleitos                                        |
| 11 | José Luiz Stedile           | PT      | José Bauer da Cunha                          | 1º de janeiro de 2001 | 31 de dezembro de 2004 | Prefeito e vice eleitos                                        |
| 11 | José Luiz Stedile           | PSB     | Felisberto Xavier Espíndola Neto (PTB)       | 1º de janeiro de 2005 | 31 de dezembro de 2008 | Prefeito reeleito e vice eleito                                |
| 12 | Luiz Vicente da Cunha Pires | PSB     | Gilso de Almeida Nunes (PMDB)                | 1º de janeiro de 2009 | 31 de dezembro de 2012 | Prefeito e vice eleitos                                        |
| 12 | Luiz Vicente da Cunha Pires | PSB     | Gilso de Almeida Nunes (PMDB)                | 1º de janeiro de 2013 | 31 de dezembro de 2016 | Prefeito e vice reeleitos                                      |
| 13 | Miki Breier                 | PSB     | Maurício Rogério de Medeiros Tonolher (PMDB) | 1º de janeiro de 2017 | 31 de dezembro de 2020 | Prefeito e vice eleitos                                        |
| 13 | Miki Breier                 | PSB     | Maurício Rogério de Medeiros Tonolher (PMDB) | 1° de janeiro de 2021 | 31 de dezembro de 2024 | Prefeito e vice reeleitos                                      |
| 14 | Cristian Wasem              | MDB     | Delegado João Paulo Martins (PP)             | 1° de janeiro de 2025 | Atualidade             | Prefeito e vice eleitos                                        |

Legenda
| Cor   | Significado                                                  |
| Verde | Prefeito eleito por votação direta.                          |
| Bege  | Prefeito biônico, indicado durante a ditadura civil-militar. |